# Pont-de-Beauvoisin
 Pont-de-Beauvoisin  es una población y comuna francesa, en la región de Auvernia-Ródano-Alpes, departamento de Isère, en el distrito de La Tour-du-Pin y cantón de Le Pont-de-Beauvoissin.
No debe confundirse con Le Pont-de-Beauvoisin, situada en Saboya. Las dos ciudades están separadas por el río Guiers.

## Demografía
| 2500 | 2716 | 2796 | 2564 | 2369 | 2504 | 3128 | 3499 | 3630 | 3582 |
| Para los censos de 1962 a 1999 la población legal corresponde a la población sin duplicidades (Fuente: INSEE [Consultar]) |      |      |      |      |      |      |      |      |      |